# Potulice (powiat wągrowiecki)
Potulice – wieś w Polsce położona w województwie wielkopolskim, w powiecie wągrowieckim, w gminie Wągrowiec.
| SIMC    | Nazwa  | Rodzaj    |
| ------- | ------ | --------- |
| 0531996 | Potuły | część wsi |

W latach 1975–1998 miejscowość należała administracyjnie do województwa pilskiego. Wieś w gminie Wągrowiec, nad Rudką (prawym dopływem Wełny), 7 km na północ od Rogoźna. 
Obszerne założenie pałacowo-parkowe powstało na początku XIX wieku, staraniem Józefa Biegańskiego. Parterowy dwór uzupełniono w 2 połowie XIX wieku dwoma przybudówkami nierównej wielkości. Obok oficyna oraz zabudowania folwarczne i gorzelnia z połowy XIX wieku. Poniżej dworu park krajobrazowy (7,6 ha) z klasycystyczną świątynią grecką z początku XIX wieku, resztkami kamienno-ceglanej groty i dębami o obwodzie do 580 cm. Przy drodze do dworu stara figura Matki Boskiej. Stoi także drewniany kościół św. Katarzyny z 1728 roku, kryty gontem, z wieżą o barokowym hełmie. Wewnątrz rokokowy ołtarz główny z około 1778 roku, 2 ołtarze późnobarokowe z okresu budowy i kamienna chrzcielnica barokowa z 2 połowy XVII wieku. Od północy przylega do kościoła murowana kaplica grobowca Biegańskich z około 1856 roku. Obok plebania z 1 połowy XIX wieku, o dachu naczółkowym. 
Wśród zabudowy wsi kilka szachulcowych czworaków z 1 połowy XIX wieku, krytych dachami naczółkowymi. Przy wylocie w kierunku Wągrowca potężne topole o obwodach 650 i 690 cm. Na cmentarzu (na południe od wsi) groby powstańców wielkopolskich poległych 6 II 1919 roku pod Radwankami. Przy drodze w kierunku Rogoźna grusza o obwodzie 410 cm. Na północ od Potulic, na skraju lasu po prawej stronie szosy do Żelic, grupa pomnikowych dębów o obwodzie do 350 cm. W 2010 do użytku oddana została sala wiejska zaadaptowana po sklepie GS.